# Арлетті
Арлетті (фр. Arletty, справжнє ім'я — Леоні Марі Юлія Батія, фр. Léonie Marie Julia Bathiat) (15 травня 1898, Курбевуа, Сен, зараз О-де-Сен — 23 липня 1992, Париж) — французька кіноакторка.

## Фільмографія
- 1939 — Перлини корони / Les Perles de la couronne — королева Абіссінії
- 1939 — День починається / Le Jour Se Lève — Клара
- 1942 — Вечірні відвідувачі / Les Visiteurs du soir — Домініка
- 1945 — Діти райка / Les Enfants du paradis — Клер Рен (Гаранс)
- 1954 — Повітря Парижа / L'Air de Paris — Бланш, дружина Віктора
- 1958 — Дивна неділя / Un drôle de dimanche — Жюльєтт Арм'є